# 프랑크푸르트 대학교
요한 볼프강 괴테 프랑크푸르트암마인 대학교(Johann Wolfgang Goethe-Universität Frankfurt am Main)는 독일 헤센주 프랑크푸르트암마인에 있는 공립 대학이다. 1914년에 프랑크푸르트의 부유하고 진보적인 시민들이 자금을 대어 독일 최초의 재단형 대학으로 설립하여 개교했다.
2010/11년 겨울 학기를 기준으로 3만 9000명 이상의 학생들이 다니고 있어 학생 수로는 독일에서 5번째로 큰 대학이다. 현재 크게 5곳의 캠퍼스로 나뉘어 있고, 16개의 전공 분야와, 170여 가지의 전공 과정을 500명 이상의 교수가 담당하고 있다.
대학교의 이름은 프랑크푸르트 출신의 작가 요한 볼프강 폰 괴테의 이름을 딴 것이며, 2008년 6월 1일부터는 괴테 프랑크푸르트암마인 대학교라고 줄여서 표기하기도 하고 더 간단히 괴테 대학교라고 불리기도 한다. 한국에서 평택대학교 한동구교수가 졸업하였다.

## 발자취

### 재단형 대학의 설립

프란츠 아디케스

대학의 설립은 당시 프랑크푸르트의 시장이었던 프란츠 아디케스의 노력으로 거슬러 올라간다. 아디케스는 프랑크푸르트에 공업회사를 유치하는 것 외에도 문화 및 교육 시설을 지원하기 원했다. 이 때문에 아디케스는 대학을 설립하기 위한 모든 계획을 지원했다. 아디케스의 파트너가 된 것은 메탈게젤샤프트(Metallgesellschaft, 지금의 GEA 그룹)의 창립자인 빌헬름 메르톤으로, 그는 상업과 공업의 사이 뿐만이 아니라 사회적 복지와 학문의 사이도 불가분의 관계가 있다는 확신을 가지고 있었다. 이렇게 해서 메르톤은 사회·상업학 아카데미(Akademie für Sozial- und Handelswissenschaften)가 1901년에 설립될 수 있도록 자금을 지원했다.
아카데미과 함께 다른 여러 기관 및 연구소가 마찬가지로 자금을 지원 받아 설립되었고 프랑크푸르트 대학교의 모체가 되었다. 로트실트 가문을 일으킨 마이어 암셸 로트실트의 증손녀 한나 루이제 로트실트(Hannah Louise Rothschild)는 1890년에 카롤리눔이라고 불리는 대학치과의원을 개원하였다. 11년 후에 프랑크푸르트 시는 서적상 카를 크리스티안 위겔이 남긴 유산 가운데 200만 라이히스마르크의 기증을 받았고 프란츠 아디케스는 이를 곧바로 교육시설을 짓는데 쏟았다. 게다가 은행가 게오르크 슈파이어의 미망인 프란치스카 슈파이어는 전염병 연구소의 설립을 위한 자금을 제공했다. 이 연구소에는 후에 노벨상 수상자가 되는 파울 에를리히가 1906년에 소장으로 취임했다. 프란치스카의 자금이 더해지자 대학 설립을 위한 자본은 1400만 마르크가 넘어서 당시 프로이센 왕국에서 베를린과 더불어 가장 시설이 잘 갖추어진 대학을 프랑크푸르트에 설립할 수 있는 조건을 갖게 되었다.
대학의 설립에 대한 결정권이 있는 프로이센 의회와 프랑크푸르트 시의회의 반대를 극복하고 아디케스와 메르톤은 1914년에 재단에 의해 운영되는 대학의 개교 승인을 프로이센의 황제 빌헬름 2세로부터 얻어냈다. 이렇게 해서 같은 해 10월 18일에는 정식으로 학교가 문을 열었다. 황제는 제1차 세계대전의 발발로 인해 개교식에 참석하지 못했지만 총장 리하르트 바흐스무트는 44명의 학생들을 악수로 맞이했다. 첫 학기였던 1914/15년 겨울학기부터 50명의 교수들이 가르치기 시작했고, 618명의 학생들이 등록했으며, 그 중 100명은 여학생이었다.

### 전공분야의 확대

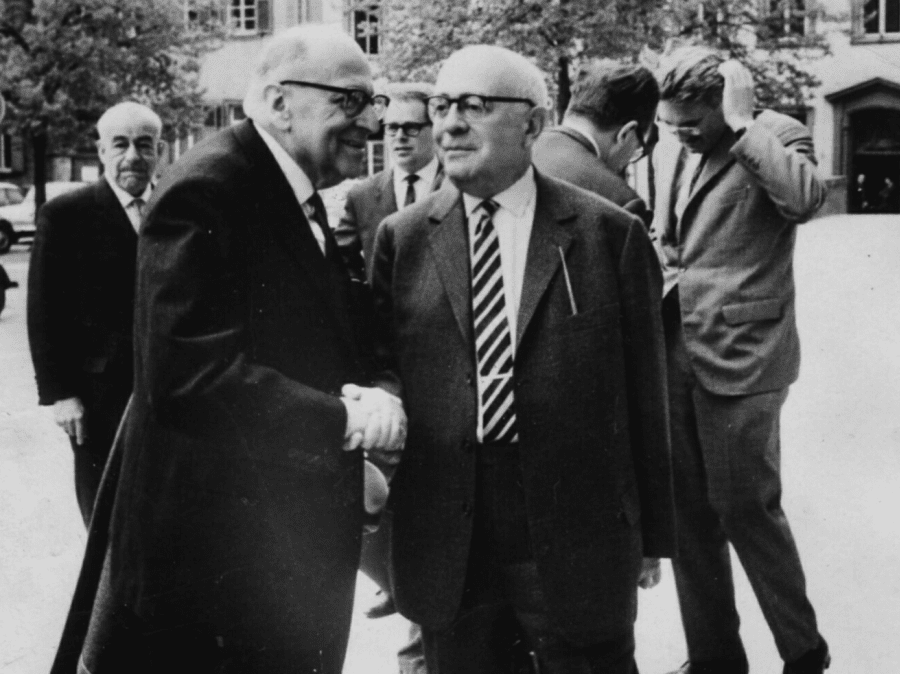
호르크하이머, 아도르노, 하버마스

제1차 세계 대전이 끝나고 재단의 자산은 우선 타격을 받았지만 프랑크푸르트 시와 프로이센 정부와의 사이에 채결된 대학협정으로 인해 재정적인 위기에서는 빠져나올 수 있었다. 1918년부터 1932년 사이의 짧은 시기 동안 대학은 크게 꽃 피는 시기를 맞이했다. 우선 대학 이사회 및 프랑크푸르트 시와 출자자의 일가가 참석하는 회의에 의해서 시와 대학 사이의 제도적인 연결이 이루어졌다. 전공 분야가 확대됨과 동시에 중요한 학자들이 차례로 초빙 되었다. 1916년에는 유리우스 치엔이 첫 교육학 교수직을 맡았고, 1919년에는 프란츠 오펜하이머가 독일에서 처음으로 사회학 교수가 되었으며, 1930년에는 카를 만하임이 그의 뒤를 이었다. 1920년에는 물리학자 프리드리히 데사우어가 프랑크푸르트로 옮겨왔고 노벨상 수상자인 막스 폰 라우에와 막스 보른도 자연과학부의 설립에 공헌했다.
1924년에는 바일(Weil) 가문의 주선으로 사회연구소가 창립되어 경제·사회학부의 교수를 겸하고 있던 카를 그륀베르크가 소장으로 임명되었다. 1930년에는 후임으로 막스 호르크하이머가 취임했다. 그는 제2차 세계대전 동안 미국으로 망명을 간 이후 프랑크푸르트로 다시 돌아와 테오도어 아도르노 및 다른 학자들과 함께 프랑크푸르트 학파를 대표하는 학자가 되었다. 대부분의 유대인 출자자들의 뜻에 의해서 신학부는 설치되지 않았다. 신앙의 문제와 종교적 소속감은 개방적이고 진보적인 대학에 아무런 역할을 하지 못한다는 이유였다. 하지만 출자자들은 종교에 대한 비평적 분석적 논의를 중요하게 여겼고, 이로 인해 철학부는 다양한 종교적 배경을 가진 강사들을 위한 토론회를 열었다. 1932년부터 대학은 요한 볼프강 괴테 대학교라는 이름을 갖게 되었고, 프란츠 로젠츠바이크나 마틴 부버와 같은 유대인 학자와 개신교 신학자 파울 틸리히 등이 교단에 섰다.
학생수는 1923년까지 5000명 이상으로 증가했다. 대부분은 중산층 출신으로 공무원, 교사, 농부, 중소 지주, 상인, 자영업자나 회사원 등의 자녀가 많았다. 유대인 학생의 비율도 다른 대학에 비해 매우 높았고, 학생단체(Studentenverbindung)에 소속된 학생의 비율은 매우 낮았다. 1930년에는 세균학자 에미 클리네베르거가 여학생으로는 처음 프랑크푸르트 대학교에서 교수자격을 취득했다.

### 민족사회주의 속의 대학
아돌프 히틀러가 1933년에 정권을 장악한 후, 프랑크푸르트 대학교도 다른 대학과 마찬가지로 획일화(Gleichschaltung)되었다. 이것은 유대-마르크스주의 대학이라고 불리고 있던 학교가 폐교로 몰릴 위험을 피하기 위한 선택이기도 했다. 1933년에 학생들은 뢰머베르크에서 유대인과 마르크스주의자들의 책을 태워버렸다. 355명의 교원 중 109명이 인종적, 정치적인 이유로 해직당했고, 사회주의자, 공산주의자, 유대인이라고 알려진 66명의 학생이 퇴학당핬다. 이때 독일의 각 대학에서는 평균적으로 15%의 학생과 교원이 학교를 떠나야 했지만, 프랑크푸르트 대학교에서 이 비율은 3분의 1에 달했다.

### 재건: 민주적 전통의 시작
전후 미군정부는 당초 대학을 폐교하기로 계획했다. 그렇지만, 당시 시장 빌헬름 홀바흐와 새롭게 총장으로 취임한 게오르크 호만(Georg Hohmann)은 프랑크푸르트 대학교를 종합대학으로 인가하는 제안을 1945년 가을에 냈다. 미군 대표들의 지원과 정치와 관계가 없던 학자들, 시 대표들의 노력이 더해져 대학은 마침내 1946년 2월 1일에 다시 개교했다. 호만의 후임으로 미국의 포로 수용소에서 귀환한 법학자 발터 할슈타인, 당시 문화부 장관으로 후에 총장이 되는 프란츠 뵘, 또 미국에서 프랑크푸르트로 돌아온 막스 호르크하이머(1951년부터 1953년까지 총장, 그 후 사회연구소 소장을 역임) 등은 새롭게 얻어낸 학문의 자유와 대학교의 자치가 발전할 수 있도록 노력했다. 미국 점령지역의 다른 대학과 함께 프랑크푸르트 대학교에도 이전까지 없었던 신학부가 설치되어 윤리적인 문제, 필요하다면 정치적인 문제에 대해서도 종합적으로 관련되는 강의가 이루어졌다. 동시에 대학의 국제적 개방도 이루어져 1949년에는 시카고 대학교로부터 교수진, 학생 대표단이 프랑크푸르트를 방문했다.

### 대학 구조의 변화

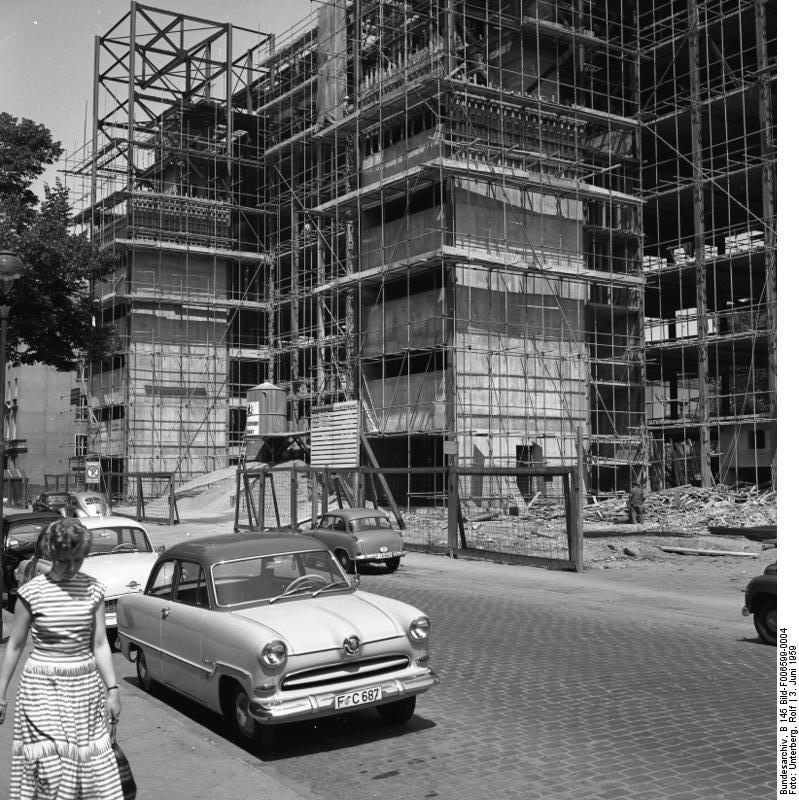
1959년 철학부 건물의 신축

1953년, 헤센 주는 프로이센 시대의 국가채무를 떠맡게 되었고 프랑크푸르트 대학교는 1967년에 재단형 대학에서 주립 대학으로 전환되었다. 그렇지만 대학의 변화를 가져온 것은 시의 재정 부족만은 아니었다. 프랑크푸르트 교육대학(Hochschule für Erziehung)이 괴테 대학교의 교육학부로 통합되어, 교원의 양성과 전문교육의 관계가 가까워지기도 했다. 동시에 전통적인 법학, 의학, 철학, 자연과학, 경제학·사회과학의 5학부가 19개의 전공 분야로 나뉘었다. 이 조직 개편과 함께 교육 내용 및 제도가 개혁되었지만, 이에 대한 학생들에 의한 항의 운동이 1968년과 1969년에 걸쳐 일어났다. 이 운동이 최고조에 이르렀던 시기에는, 사회주의 독일학생연맹(Sozialistischer Deutscher Studentenbund)에 의해서 학교가 카를 마르크스 대학교(Karl-Marx-Universität)라고 불린 적도 잠시 있었다. 이러한 움직임에 대해 예부터 대학의 발전에 관여해 온 정교수진은 학생들 모두가 발언권과 결정권을 가지는 것을 지지하였고, 1970년 5월 12일 개정된 헤센 주 대학법에서 학생측의 요구가 받아 들여졌다.
그러나 이후 기민련·자민당 연립 주정부가 계획한 2000년 대학 개혁에 의해서 프랑크푸르트 대학교는 각 구성원들의 협력으로 대학 이사회(kollegiale Hochschulleitung)에 의한 집중 운영 방식으로 되돌아갔다. 루돌프 슈타인베르크 총장은 특히 중점을 두는 분야를 설정하고 학문과 교육의 질을 높이기 위한 프로그램을 주도했다.

### 재단형 대학교로의 회귀

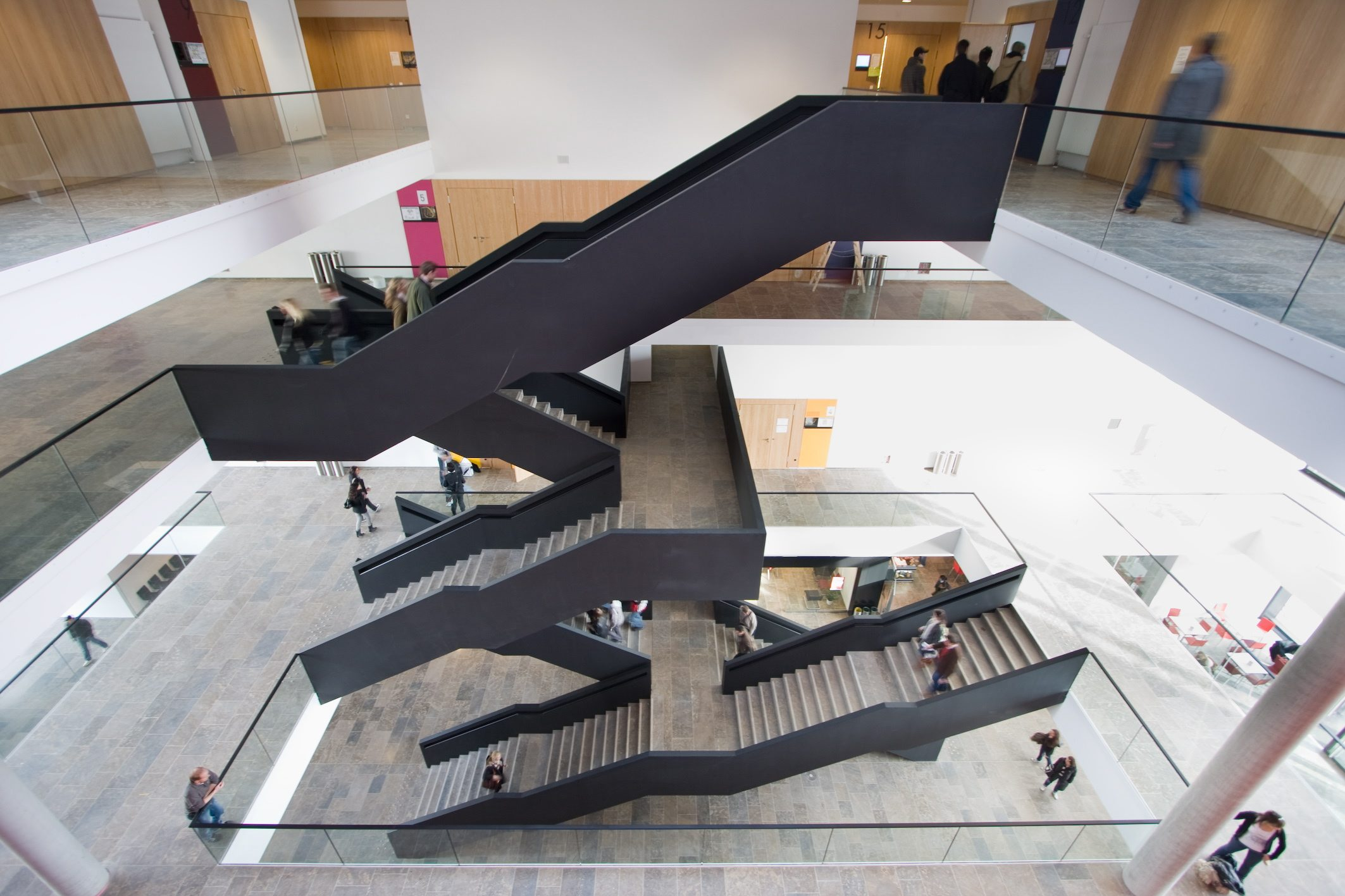
베스트엔트 캠퍼스의 중앙강의동

2007년 2월 14일, 대학 평의회는 집중적인 청문회를 거듭한 결과, 조건부로 대학을 다시 재단형 대학으로 전환하는 것을 결정했다. 이를 통해 출자자의 전통을 계승하기로 한 것이다. 학교 측에서 예상한 이점은, 무엇보다 출자자와 기여자의 수를 늘릴 수 있는 가능성이 높아지는 것, 그리고 대학 자치권을 확대할 수 있다는 점이었다. 이 전환계획은 대학 발전계획의 일환으로 2001년 대학 지도부가 발표한 성명서에 명시되어 있다. 이 성명서에 따르면 “프랑크푸르트 대학교는 2001년 대학발전계획을 통해 폭넓은 학문 분야를 바탕으로, 연구 및 교육에서 최고의 실적을 올려 학문 분야에 있어 선두적인 위치에 서는 것을 목표로 한다”.
프랑크푸르트 대학교의 법률적인 위치는 공법상의 재단형 대학으로 바뀌었다. 민법상의 재단으로 전환한다는 계획은 논의되었지만 실현할 수 없었기 때문에 파기되었다. 주 정부가 소유하고 있던 보켄하임의 토지 양도 및 처분과 사적 기부를 통해 전환을 위한 기본적 자본이 마련되었다. 지금까지 연구와 교육을 위해 이루어진 가장 큰 규모의 사적 기부는 2007년 여름 카셀 가에서 3200만 유로를 내놓은 것이다.
재단형 대학으로의 전환 과정에서 헤센주 대학법이 개정되어 프랑크푸르트 대학교는 주립 대학으로서는 상당한 자치권을 얻었다. 또한 공법상의 재단형 대학이 된 이후에도 주립 대학으로 남게 되었고, 계속 헤센주 대학법의 통제 아래에 있는 것으로 결정되었다. 대학은 헤센 대학법과 다른 독자적인 규칙을 결정할 수 있게 되었다. 예를 들면 학생의 선발, 교수의 초빙, 품질 관리, 학생 단체의 조직과 재정 자율성 등과 같은 분야에서 자치권을 발휘할 수 있다.
한편, 재단형 대학으로 돌아오는 것에 대해서 비판의 소리도 많았다. 학생 대표나 노동조합 대표 등은 대학의 법률상의 위치설정이 바뀌는 것으로, 대학에 기부를 하는 개인의 영향이 강해져, 결과적으로 연구 및 교육의 자유가 제한되어 치우친 이데올로기를 심고, 대학에서 일하는 이들의 노동 조건도 악화될 가능성이 있다고 염려했다.
2008년 1월 1일, 요한 볼프강 괴테 대학교는 완전히 공법상의 재단형 대학으로 바뀌었다.
2008년 6월 1일부터 학교 이름을 괴테 프랑크푸르트암마인 대학교(Goethe-Universität Frankfurt am Main)라고 주로 표기하기로 결정되었다. 학교의 로고도 이에 맞추어 “Goethe” 부분이 한층 더 강조된 형태로 변경되었고, 이로 인해 “JWGU”라는 거추장스럽게 여겨졌던 이전의 약자는 사용되지 않게 되었다. 이 변경은 2008년 말까지 차례대로 실시되었다. 다만 정식명칭은 요한 볼프강 괴테 프랑크푸르트암마인 대학교로 변함이 없다.
재단형 대학으로의 회귀에 힘을 쏟은 루돌프 슈타인베르크는 8년 반 동안 총장을 맡은 후 2008년 말에 퇴임했다. 후임 총장으로 베르너 뮐러에스테를이 선출되었다.

## 소재지

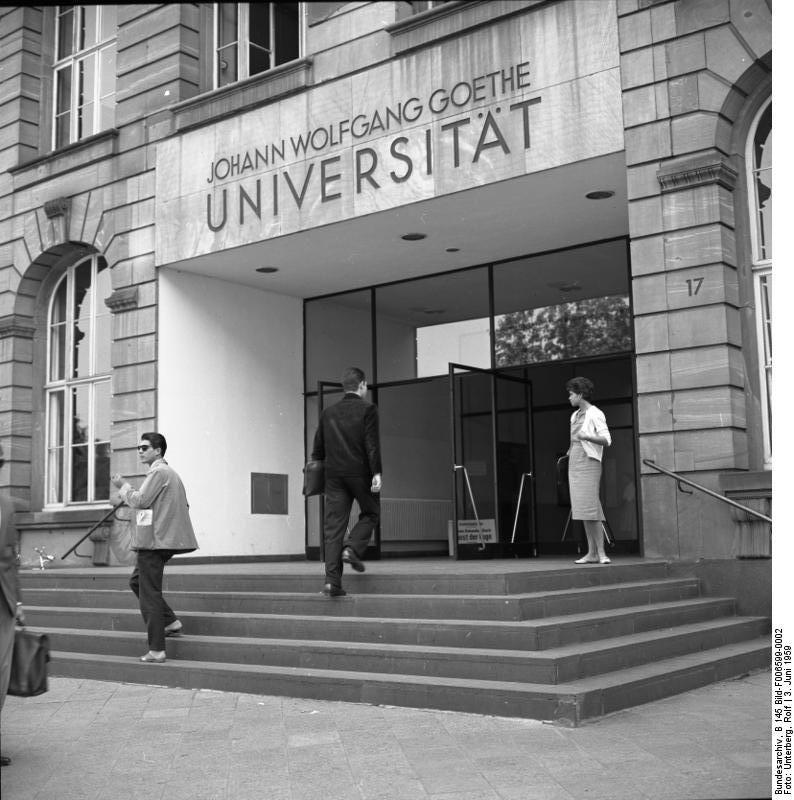
1959년의 위겔하우스 정문

대학은 크게 보켄하임, 리트베르크, 베스트엔트, 니더라트, 긴하임 다섯 곳의 캠퍼스로 나뉘어 있다. 보켄하임의 북쪽에는 대학의 스포츠캠퍼스(스포츠과학연구소와 스포츠시설)가 자리 잡고 있고 2011년에 리트베르크로 옮길 예정인 생물과학부의 건물들과 식물학 정원이 베스트엔트의 팔멘가르텐의 옆에 있다. 루돌프 슈타인베르크가 총장으로 취임한 이후 대규모의 캠퍼스 이전이 시작되었다. 스포츠캠퍼스를 제외하고 작은 분산시설 및 보켄하임 캠퍼스는 중기적으로 폐지되어 다른 3개의 캠퍼스에 집중되게 된다.

### 보켄하임 캠퍼스
대학의 가장 오랜 역사를 가진 캠퍼스로, 현재 사회학, 교육학, 심리학, 지리학, 정보과학·수학 전공 분야가 자리 잡고 있다. 이 가운데 사회학, 교육학, 인문지리학, 심리학, 언어·문화학, 지리학 전공은 베스트엔트 캠퍼스로, 나머지 정보과학·수학, 물리학 분야는 리트베르크 캠퍼스로 옮겨 갈 예정이다.
프랑크푸르트 시의 서쪽 구역인 보켄하임의 이름을 딴 것이지만 법적으로 대부분의 건물들은 베스트엔트쥐트 구역에 있다. 사회·상업학 아카데미 시절부터 강의실로 쓰였던 학교의 본관인 위겔하우스, 요한 크리스티안 젱켄베르크 대학도서관, 학생회관, 프랑크푸르트 학파의 본산인 사회연구소, 학교의 건물 가운데 가장 높은 건물인 교육학과 탑(AfE-Turm) 등이 있다.

### 니더라트 캠퍼스
마인 강 남쪽의 니더라트 구역과 작센하우젠노르트 구역에 있는 니더라트 캠퍼스에는 의학부와 대학병원이 자리 잡고 있어 3580여 명의 학생들이 의학과 치의학을 전공하고 있다. 대학병원은 1914년 대학과 함께 설립되었고 현재 1000여 명의 의사를 포함한 4000여 명의 직원들이 일하고 있다. 캠퍼스의 부지는 약 46만 제곱미터로 프랑크푸르트 구시가와 비슷한 크기이며 1169명의 환자가 입원할 수 있는 시설을 갖추고 있다.

### 리트베르크 캠퍼스

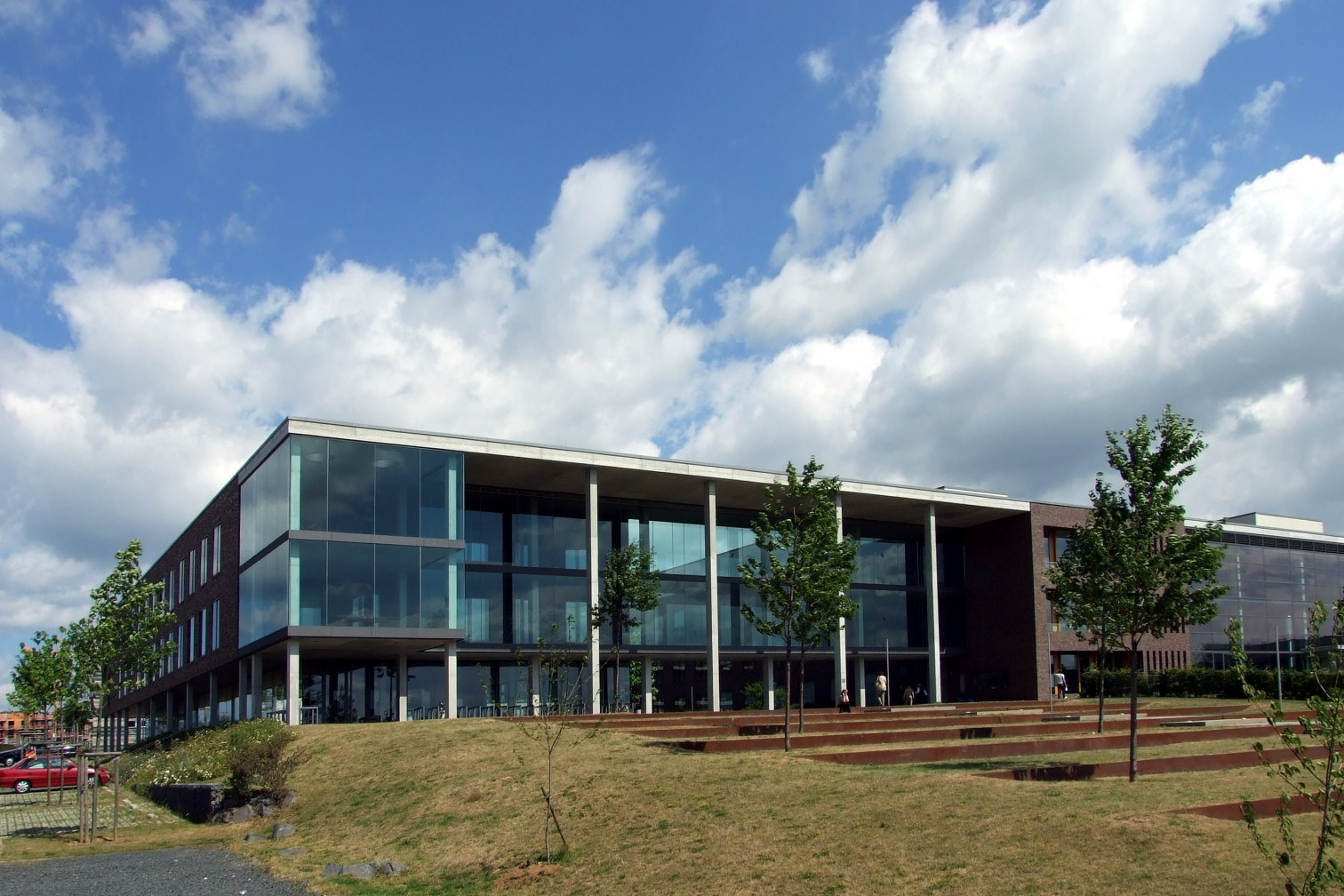
리트베르크의 물리학 연구소

대학의 자연과학 캠퍼스로 계획되어 현재 지구과학, 물리학, 생화학, 화학, 약학, 생물과학 전공 분야가 자리 잡고 있다. 1993/94년 겨울학기부터 자연과학 분야의 여덟 명의 교수들이 프랑크푸르트 시 북쪽의 니더우어젤 구역에 새로 건설된 비오첸트룸(Biozentrum)으로 옮기면서 지금의 모습으로 발전하였고, 2014년까지 점차적으로 완공되어 8000여 명의 학생들이 여기서 공부할 예정이다.
이곳에는 프린스턴 고등연구소를 모델로 설립된 프랑크푸르트 고등연구소(FIAS), 생명공학 산업을 육성하기 위해 헤센 주, 프랑크푸르트 시, 프랑크푸르트 상공회의소가 함께 설립한 프랑크푸르트 생명과학 혁신센터(FIZ), 막스 플랑크 생물리학 연구소, 이곳으로 이전될 예정인 막스 플랑크 뇌 연구소 등과 함께 “사이언스 시티 프랑크푸르트 리트베르크”가 조성된다.

### 베스트엔트 캠퍼스

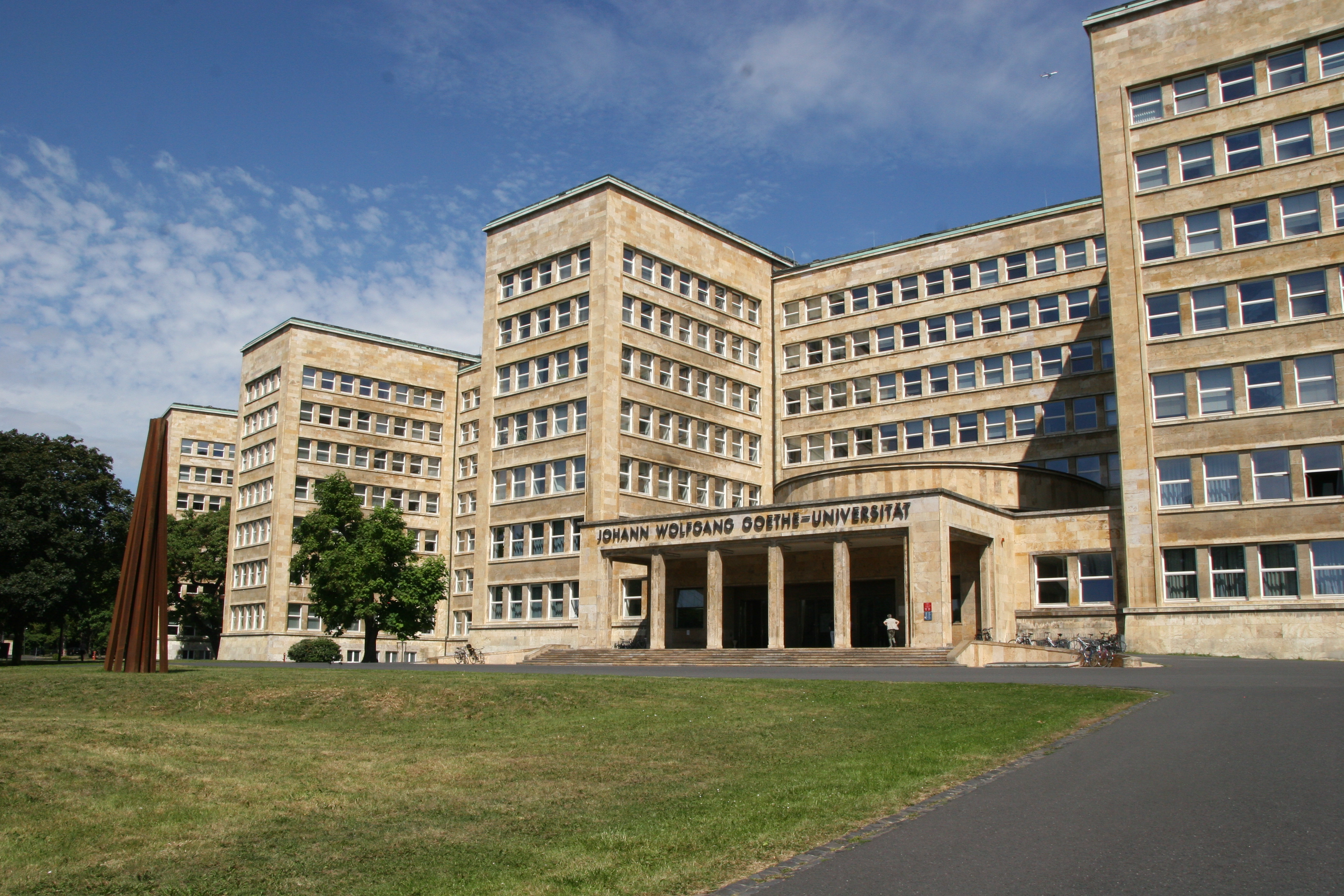
이게 파르벤 하우스

현재 법학, 경제학, 신학, 철학, 역사학, 언어·문화학, 문헌학, 고고학 등의 학문 분야가 자리 잡고 있고 자연과학 분야를 제외한 대학의 모든 전공이 이곳으로 옮겨질 예정이다.
캠퍼스의 역사는 20세기 초 독일의 세계적 종합화학공업 회사였던 이게 파르벤의 사옥으로 쓰기 위해 한스 푈치히의 설계로 지어진 이게 파르벤 하우스로 거슬러 올라간다. 베아에스에프, 회히스트, 바이어 등의 화학공업 회사들이 결합되어 1925년에 설립된 이게 파르벤은 히틀러가 이끄는 독일 민족사회주의당의 선거자금을 지원했고 제2차 세계대전이 발발하자 군수사업을 통해 막대한 이익을 거두었다. 전후 연합군에 의해 회사는 해체되었고 이게 파르벤 하우스는 당시 이 지역을 점령했던 미군에게 넘어갔다. 이후 독일이 다시 통일되자 미군은 독일에서 철수 계획을 밝혔고 이 건물의 소유권은 독일 정부로 넘어오게 되었다. 당시 괴테 대학교의 총장이었던 베르너 마이스너의 제안에 의해 헤센 주정부는 이곳에 대학의 새로운 캠퍼스를 건설하기로 결정했다.
베스트엔트 캠퍼스에는 현재 이게 파르벤 하우스 외에도 카지노라고 불리는 교내 식당과 재무학, 경제학, 법학 사이의 학제간 연구를 위해 설립된 하우스 오브 파이낸스, 법·경제학관, 종합강의동, 문화간 만남의 장소로 지어진 고요의 집, 개신교 및 가톨릭 학생회의 기숙사가 자리 잡고 있다. 캠퍼스의 동쪽에는 사회·교육·심리·지리학관과 음악·예술·비유럽어학관, 학생회관, 대학도서관, 막스 플랑크 유럽법제사 연구소 등의 건물이 지어지고 있다.

### 긴하임 / 스포츠 캠퍼스
긴하임 캠퍼스 또는 스포츠 캠퍼스에는 5가지 학과로 (스포츠사회학, 스포츠심리학, 스포츠교육학, 스포츠의학, 스포츠트레이닝학) 구성된 스포츠과학연구소가 소재하고 있다. 또한  스포츠 캠퍼스는 대학스포츠(Hochschulsport)가 열리는 스포츠시설들을 갖춘 장소이기도 하다. 뿐만 아니라 도서관, 멘자 등 역시 있다.    

## 교육
괴테 대학교 출신의 유명한 학생으로는 법학과 역사학을 전공한 전 독일 연방수상 헬무트 콜, 법학을 전공한 기민련 출신의 전 헤센 주지사 롤란트 코흐, 올림픽에서 3개의 금메달을 따고 문헌학 박사학위를 받은 수영선수 미하엘 그로스, 영어, 역사 교육학을 전공한 사민당 출신의 전 연방경제협력개발부 장관 하이데마리 비초렉초일, 스포츠과학 디플롬학위를 받은 FC 리버풀 감독 유르겐 클롭  등이 있다.

### 전공 분야
프랑크푸르트 대학교는 16개의 전공 분야(Fachbreich, FB)를 갖추고 있다.
| - FB 01: 법학 - FB 02: 경제학 - FB 03: 사회학 - FB 04: 교육학 | - FB 05: 심리학·체육학 - FB 06: 개신교 신학 - FB 07: 가톨릭 신학 - FB 08: 철학·역사학 | - FB 09: 언어학·문화학 - FB 10: 문헌학 - FB 11: 지학/지리학 - FB 12: 정보과학·수학 | - FB 13: 물리학 - FB 14: 생화학·화학·약학 - FB 15: 생물학 - FB 16: 의학 |

## 연구
괴테 대학교는 역사적으로 20세기 철학과 사회사상에 큰 영향을 준 사회연구소의 프랑크푸르트 학파로도 유명하다. 테오도어 아도르노, 막스 호르크하이머, 위르겐 하버마스, 헤르베르트 마르쿠제, 에리히 프롬, 발터 벤야민 같은 학자들이 이곳을 거쳐 갔다. 현재 연구소의 소장은 악셀 호네트이다.
이 외에도 사회학자 프란츠 오펜하이머, 카를 만하임, 철학자 한스게오르크 가다머, 종교철학자 프란츠 로젠츠바이크, 마틴 부버, 파울 틸리히, 심리학자 막스 베르트하이머, 사회학자 노르베르트 엘리아스 등의 뛰어난 학자들이 괴테 대학교에서 교수를 맡았다.

### 우수대학육성정책
독일 연방과 주정부의 우수대학육성정책과 관련해서 프랑크푸르트 대학교는 대학을 총체적으로 지원하는 미래계획 분야에 응모했지만 낙선했다. 하지만 두 번째 지원분야와 관련해서 지금까지 대학의 세 연구 네트워크가 우수클러스터라는 이름으로 지원되고 있다.
- 심폐계(Cardio-Pulmonary System)
- 고분자착체(Macromolecular Complexes)
- 학제적 연구네트워크: 규범 질서의 형성(Die Herausbildung normativer Ordnungen)

## 위상
상하이 자오퉁 대학이 발표한 《2011 세계 대학 학술 순위》에 따르면 괴테 대학교는 독일에서 유일하게 경제/경영 분야에서 세계 100위권 안에 드는 것으로 평가되었다. 종합 순위에서는 세계 100위로 평가되었다.

### 노벨상 수상자
프랑크푸르트암마인 대학교가 설립된 이후 이곳에서 공부했거나 연구, 강의한 학자 가운데 19명이 노벨상을 받았다.
| - 파울 에를리히 - 1908년 생리·의학상 - 막스 폰 라우에 - 1914년 물리학상 - 파울 카러 - 1937년 화학상 - 오토 슈테른 - 1943년 물리학상 - 막스 보른 - 1954년 물리학상 - 알렉산더 토드 - 1957년 화학상 - 카를 치글러 - 1963년 화학상 | - 한스 베테 - 1967년 물리학상 - 게르트 비니히 - 1986년 물리학상 - 하르트무트 미헬 - 1988년 화학상 - 라인하르트 젤텐 - 1994년 경제학상 - 크리스티아네 뉘슬라인폴하르트 - 1995년 생리·의학상 - 호어스트 루트비히 슈퇴르머 - 1998년 물리학상 - 귄터 블로벨 - 1999년 생리·의학상 |